# Möhnesee
Möhnesee je umělé jezero v Severním Porýní a Vestfálsku. Nachází se 45 kilometrů východně od Dortmundu. Přehrada byla postavena mezi lety 1908-1913. Tvoří protipovodňovou ochranu a zároveň slouží jako regulátor hladiny vody v řece během suchých období. V přehradě je také zabudována hydroelektrárna. Hráz je složena s kamenů spojených maltou.

## Přehrada za druhé světové války

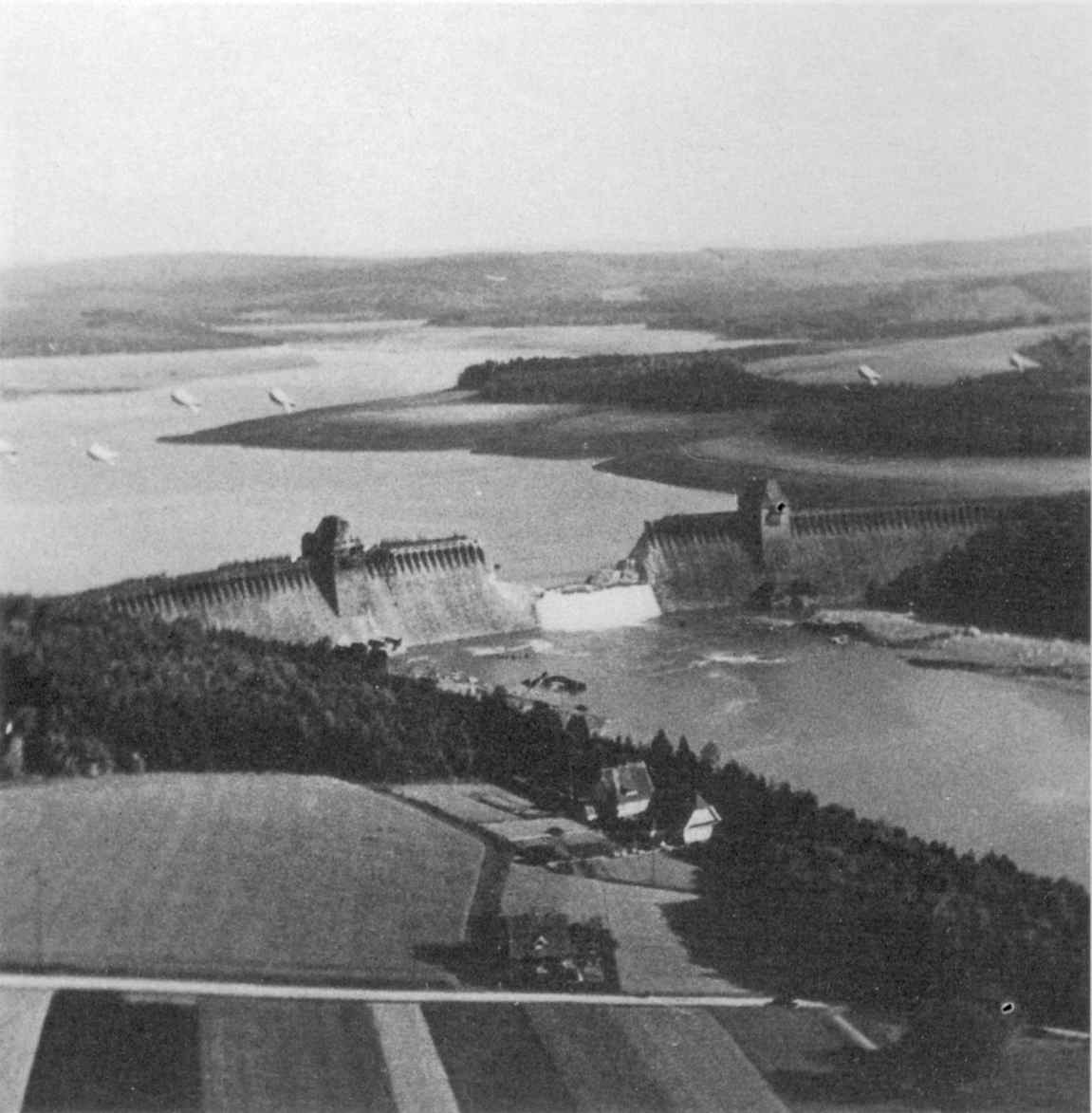
Hráz nádrže Möhne po spojeneckém bombardování

Během druhé světové války byla přehrada vážně poškozena během spojeneckého náletu během Operace Chastise (trest), která probíhala v noci z 16. na 17. května 1943, kdy byla svržena skákavá bomba, která skákala po hladině jezera a u hráze vybuchla (viz animace). Nálet provedly britské bombardéry 617. perutě „Dambusters“. Během této akce byla také vážně poškozena přehrada Edersee. V přehradě se vytvořil otvor 70 metrů dlouhý a 22 metrů široký. Obrovské záplavy způsobené protržením přehrady usmrtily nejméně 1579 lidí. Byla také zasažena část města Arnsberg Neheim-Hüsten, v níž bylo dalších nejméně 800 obětí. Většina obětí této katastrofy byli lidé, kteří byli na tato místa přemístěni kvůli nuceným pracím. Vlna po protržení hráze zničila také 11 továren a 114 jich vážně poškodila, zničila také 25 silničních a železničních mostů. Tato akce spojeneckého letectva měla za následek odvrácení pozornosti Němců od atlantického valu a pomohla tím vyhrát druhou světovou válku.